# マヤ・ストーク
マヤ・ストーク（Maja Storck、1998年10月8日 - ）は、スイスの女子バレーボール選手。ポジションはオポジット。スイス代表。

## 来歴

### クラブチーム
ミュンヘンシュタイン出身。9歳のときにバレーボールをはじめる。2014年にスマッシュ・プフェッフィンゲンに入団。2015/16～2017/18シーズンの国内リーグでは3季連続で準優勝した。2018/19シーズンからはドイツブンデスリーガのLadies in Black Aachenで2年間プレーした。2020/21シーズンにドレスナーSCと契約し、同シーズンではリーグ優勝に貢献し、自身はMVPとベストオポジット賞を受賞した。2021/22シーズンのブンデスリーガではチームは3位となり、自身は2年連続でMVPとベストオポジット賞に選ばれた。2022/23シーズンはイタリアセリエA1のキエーリ'76と契約し、リーグ5位、CEV Challenge Cupで優勝を果たした。2023/24シーズンはPallavolo Pineroloへ移籍した。

### 代表チーム
2016年、スイス代表に初選出され、同年のモントルーバレーマスターズでデビュー。2018年、ヨーロッパシルバーリーグに出場した。2019年、欧州選手権に出場した。2021年、欧州選手権に出場した。

## 球歴
- 欧州選手権 - 2019年、2021年

## 受賞歴
- 2020年 - 2019/20ドイツブンデスリーガ ベストスコアラー賞
- 2021年 - 2020/21ドイツブンデスリーガ MVP、ベストオポジット賞
- 2022年 - 2021/22ドイツブンデスリーガ MVP、ベストオポジット賞

## 所属クラブ
- スマッシュ・プフェッフィンゲン（2014-2018年）
- Ladies in Black Aachen（2018-2020年）
- ドレスナーSC（2020-2022年）
- キエーリ'76（2022-2023年）
- Pallavolo Pinerolo（2023-2024年）
- メガボックス・ヴァッレフォリア（2024年-）